# Roman Gontiuk
Roman Gontiuk, född den 2 februari 1984 i Nadvornaja, Ukrainska SSR, Sovjetunionen, är en ukrainsk judoutövare.
Han tog OS-silver i herrarnas halv mellanvikt i samband med de olympiska judotävlingarna 2004 i Aten.
Han tog därefter OS-brons i herrarnas halv mellanvikt i samband med de olympiska judotävlingarna 2008 i Peking.